# Ted Bemrose
Frank Edward "Ted" Bemrose (20 tháng 10 năm 1935 – 2001) là một cầu thủ bóng đá người Anh thi đấu ở vị trí tiền vệ chạy cánh.